# Tubular Bells
Tubular Bells (englisch Röhrenglocken) ist das Debütalbum des britischen Musikers Mike Oldfield. Das im Jahr 1973 veröffentlichte Album gilt als stilprägendes Werk des Progressive Rock. Es besteht aus zwei Teilen, welche jeweils eine LP-Seite ausfüllen. Der damals 20-jährige Oldfield spielte fast alle Instrumente selbst ein. Tubular Bells war das erste Album, das unter dem Label Virgin Records veröffentlicht wurde.

## Stil
Der Stil des Albums geht über herkömmliche Rockmusik hinaus. Oldfield verband verschiedene musikalische Einflüsse aus Folk, klassischer Musik, Blues und Rock zu einem bis dahin unbekannten Klanggewebe. Das Album ist fast ausnahmslos instrumental gehalten und wurde im Overdubverfahren aufgenommen. Oldfield spielte unter anderem akustische und elektrische Gitarren, Farfisa, Hammond-Orgel, Flöte, Glockenspiel, Klavier, Mandoline, Perkussion und Violine und begründete damit seinen Ruf als Multiinstrumentalist. Er wurde nur von wenigen Gastmusikern unterstützt. Das Album musste Oldfield innerhalb von nur einer Woche einspielen.
Die namensgebenden Tubular Bells, zu deutsch Röhrenglocken, kommen im Finale des ersten Teils vor. Besonders bekannt ist das Klavierintro des ersten Teils, welches im Film Der Exorzist verwendet wurde. Ebenfalls bemerkenswert ist das Ende des ersten Teils, in dem Oldfield eine mehrfach variierte Melodie auf verschiedenen Instrumenten spielt, die zuvor von Vivian Stanshall als Master of Ceremonies einzeln angesagt werden. Obwohl das Album weitestgehend instrumental ist, gibt Oldfield im Mittelteil des zweiten Teils undefinierbare, gutturale Laute von sich. Dieser Teil wurde später unter dem Namen Caveman bekannt. Am Ende des zweiten Teils wird das Traditional The Sailor’s Hornpipe adaptiert.

Muster aus Mike Oldfields Tubular Bells; die hier gezeigte Taktaufteilung basiert auf dem Rhythmus der Bassgitarre bei ihrem ersten Einsatz am Anfang des Stücks

Bei der Aufnahme des Albums wurde unbeabsichtigt das Rufzeichen des Längstwellensenders GBR in Rugby (England) aufgezeichnet. Die Signale des nahen 16-kHz-Senders streuten offenbar in Mikrofone und Tonabnehmer ein und wurden mit aufgenommen.
Tubular Bells gilt bis heute als Oldfields Opus magnum, als Werk von einer Qualität, die er später nur noch auf den ähnlich produzierten Alben Hergest Ridge, Ommadawn, Incantations und Amarok erreichte. In den 1990er Jahren führte Oldfield das Konzept von Tubular Bells mit den Alben Tubular Bells II (1992), Tubular Bells III (1998) und The Millennium Bell (1999) fort. 2003 schließlich veröffentlichte Oldfield unter dem Titel Tubular Bells 2003 eine Neuaufnahme seines Klassikers von 1973.
Als Instrument verwendete Oldfield die Röhrenglocken auch später immer wieder, so auf den Alben Hergest Ridge (1974), Amarok (1990) und Music of the Spheres (2008).
Der Refrain des Intros von Tubular Bells weist stilistische Ähnlichkeiten mit dem Anfang des Titels La Dawotsin auf, den Christian Vander für Magma geschrieben hatte. Beide Musiker waren zur gleichen Zeit in den Manor-House-Studios, wo sie probten und Titel einspielten. Es kamen Vermutungen auf, dass Oldfield Teile von Vanders Komposition plagiiert habe. Vander verwarf den Titel zunächst und veröffentlichte ihn schließlich 1981 auf dem Album Retrospektïẁ III.

## Titelliste

### Original (1973)
1. Tubular Bells – Part One – 25:30
2. Tubular Bells – Part Two – 23:20

### Ultimate Edition (2009 – 3CD, DVD & LP)
1. Tubular Bells – Part One (Introduction / Fast Guitars / Basses / Latin / A Minor True / Blues / Thrash / Jazz / Ghost Bells / Russian / Finale) – 25:30
2. Tubular Bells – Part Two (Harmonics / Peace / Bagpipe Guitars / Caveman / Ambient Guitars / The Sailor’s Hornpipe) – 23:20
3. Tubular Bells (Part One) (2009 Stereo Mix) – 25:58
4. Tubular Bells (Part Two) (2009 Stereo Mix) – 23:20
5. Mike Oldfield’s Single – 3:53
6. Sailor’s Hornpipe (Vivian Stanshall Version) (Traditional, Arranged Oldfield) – 2:48
7. Tubular Bells (Part One) (1973 Stereo Mix)
8. Tubular Bells (Part Two) (1973 Stereo Mix)
9. BBC TV 2nd House Performance DVD
10. Tubular Bells (long) (Demo) – 22:55 (Oldfield’s Original "Opus One" Demo)
11. Caveman Lead-in (Demo) – 2:44
12. Caveman (Demo) – 5:06
13. Peace Demo A (1971 Demo) – 7:01
14. Peace Demo B (1971 Demo) – 4:22
15. Tubular Bells, Part One (Scrapped First Mix, Frühjahr 1973) – 25:13

## Gastmusiker
- Steve Broughton – Percussion
- Lindsay L. Cooper – Kontrabass
- Mundy Ellis – Gesang
- Jon Field – Flöten
- Sally Oldfield – Gesang
- Vivian Stanshall – "Master of Ceremonies", Ansage der Instrumente im Part One
- The Manor Choir (bestehend aus Simon Heyworth, Tom Newman, Mike Oldfield)
- John Cleese – "Master of Ceremonies" in der Neuauflage von 2003, bedingt durch den Tod von Vivian Stanshall im Jahr 1995

## Rezensionen
Die britische Musikzeitschrift Classic Rock kürte Tubular Bells im Juli 2010 zu einem der 50 Musikalben, die den Progressive Rock prägten.
Im Juni 2015 wählte das renommierte Fachblatt Rolling Stone das Album auf Platz 17 der 50 besten Progressive-Rock-Alben aller Zeiten.

## Kommerzieller Erfolg

### Chartplatzierungen
Tubular Bells stieg am 8. Juli 1973 auf Rang 31 der britischen Charts ein und erreichte nach mehr als einem Jahr die Chartspitze am 29. September 1974. Das Album platzierte sich eine Wochen an ebendieser, 74 Wochen in den Top 10 sowie 288 Wochen in den Top 100.
| ChartsChartplatzierungen       | Höchstplatzierung | Wochen |
| ------------------------------ | ----------------- | ------ |
| Deutschland (GfK)              | 22 (7 Wo.)        | 7      |
| Österreich (Ö3)                | 67 (1 Wo.)        | 1      |
| Schweiz (IFPI)                 | 21 (1 Wo.)        | 1      |
| Vereinigte Staaten (Billboard) | 3 (45 Wo.)        | 45     |
| Vereinigtes Königreich (OCC)   | 1 (288 Wo.)       | 288    |

### Auszeichnungen für Musikverkäufe
Insgesamt wurden mehr als 2,7 Millionen Kopien von Tubular Bells im Vereinigten Königreich verkauft, weltweit über 17 Millionen. Damit ist Tubular Bells eines der erfolgreichsten Debütalben der Musikgeschichte. Durch Schallplattenauszeichnungen zertifiziert sind davon 3,8 Millionen Verkäufe.
| Land/Region                  | Auszeichnungen für Musikverkäufe (Land/Region, Auszeichnung, Verkäufe) | Verkäufe  |
| ---------------------------- | ---------------------------------------------------------------------- | --------- |
| Australien (ARIA)            | 3× Platin                                                              | 210.000   |
| Frankreich (SNEP)            | Gold                                                                   | 100.000   |
| Kanada (MC)                  | 2× Platin                                                              | 200.000   |
| Neuseeland (RMNZ)            | Gold                                                                   | 10.000    |
| Niederlande (NVPI)           | Gold                                                                   | 50.000    |
| Schweden (IFPI)              | Gold                                                                   | 50.000    |
| Vereinigte Staaten (RIAA)    | Gold                                                                   | 500.000   |
| Vereinigtes Königreich (BPI) | 9× Platin                                                              | 2.760.000 |
| Insgesamt                    | 5× Gold · 14× Platin ·                                                 | 3.880.000 |

## Fortsetzungen und Neubearbeitungen
- The Orchestral Tubular Bells – Von David Bedford für klassisches Orchester arrangierte und 1974 von ihm mit dem Royal Philharmonic Orchestra eingespielte Fassung
- von Phil Newell remixte quadrofonische Neuabmischung im Boxed-Set 1976
- von Chris Blair remasterte Version für die 4-CD-Box Elements 1993
- von Simon Heyworth remasterte Version zum 25. Jubiläum 1998
- von Simon Heyworth im März/April 2000 remasterte Version für die HDCD-Veröffentlichungen aller bis dato erschienenen Virgin-Alben
- von Simon Heyworth remasterte 5.1-Kanal-Raumklang Version der Boxed-Abmischung auf SACD 2002
- Tubular Bells II
- Tubular Bells III
- The Millennium Bell
- Tubular Bells 2003
- von Mike Oldfield remixte neue Stereo- und Raumklangversionen in der Deluxe-Edition 2009
- von Richard Whitaker für die in Japan erschienene SHM-SACD im DSD-Verfahren remasterte Version 2011

## Trivia
Auf der Rückseite der Plattenhülle befindet sich der humoristische Vermerk "This stereo record cannot be played on old tin boxes no matter what they are fitted with. If you are in possession of such equipment please hand it into the nearest police Station." (Dt.: "Diese Stereoplatte kann nicht mit alten Tondosen wiedergegeben werden, unabhängig von deren Ausstattung. Falls Sie sich im Besitz solchen Equipments befinden, geben Sie es bitte bei der nächsten Polizeistation ab."). Damit sollte darauf aufmerksam gemacht werden, dass das Album aufgrund seiner hohen akustischen Ansprüche nicht auf alten Anlagen abgespielt werden dürfe. Der erste Teil dieser Anweisung befand sich zur Übergangszeit von der Schellack- zur Vinylära häufiger auf Schallplatten mit Mikrorille, damit diese nicht mit veralteten Tonabnehmersystemen für Normalrille abgespielt wurden.